# The New York Ripper
The New York Ripper (Lo squartatore di New York) är en italiensk gore/skräck-film regisserad av Lucio Fulci år 1982.

## Handling
I New York mördas flera kvinnor av en okänd mördare som ringer till polisen med Kalle Anka-röst efter varje nytt mord.

## Rollista
| Jack Hedley           | – Lt. Fred Williams    |
| Almanta Suska         | – Fay Majors           |
| Howard Ross           | – Mickey Scellenda     |
| Andrea Occhipinti     | – Peter Bunch          |
| Alexandra Delli Colli | – Jane Forrester Lodge |
| Paolo Malco           | – Dr. Paul Davis       |
| Cinzia de Ponti       | – Rosie - Ferry victim |
| Cosimo Cinieri        | – Dr. Lodge            |